# Althegnenberg
Althegnenberg là một đô thị thuộc huyện Fürstenfeldbruck trong bang Bayern nước Đức. Đô thị Althegnenberg có diện tích 16,09 km², dân số thời điểm 31 tháng 12 năm 2006 là 1840 người.